# 노비베오그라드

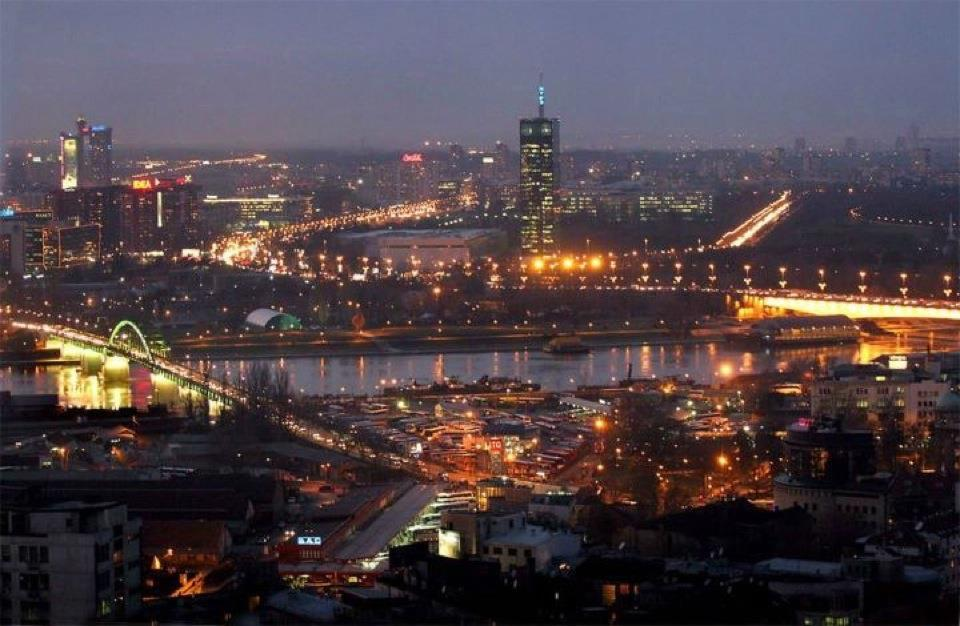
노비베오그라드

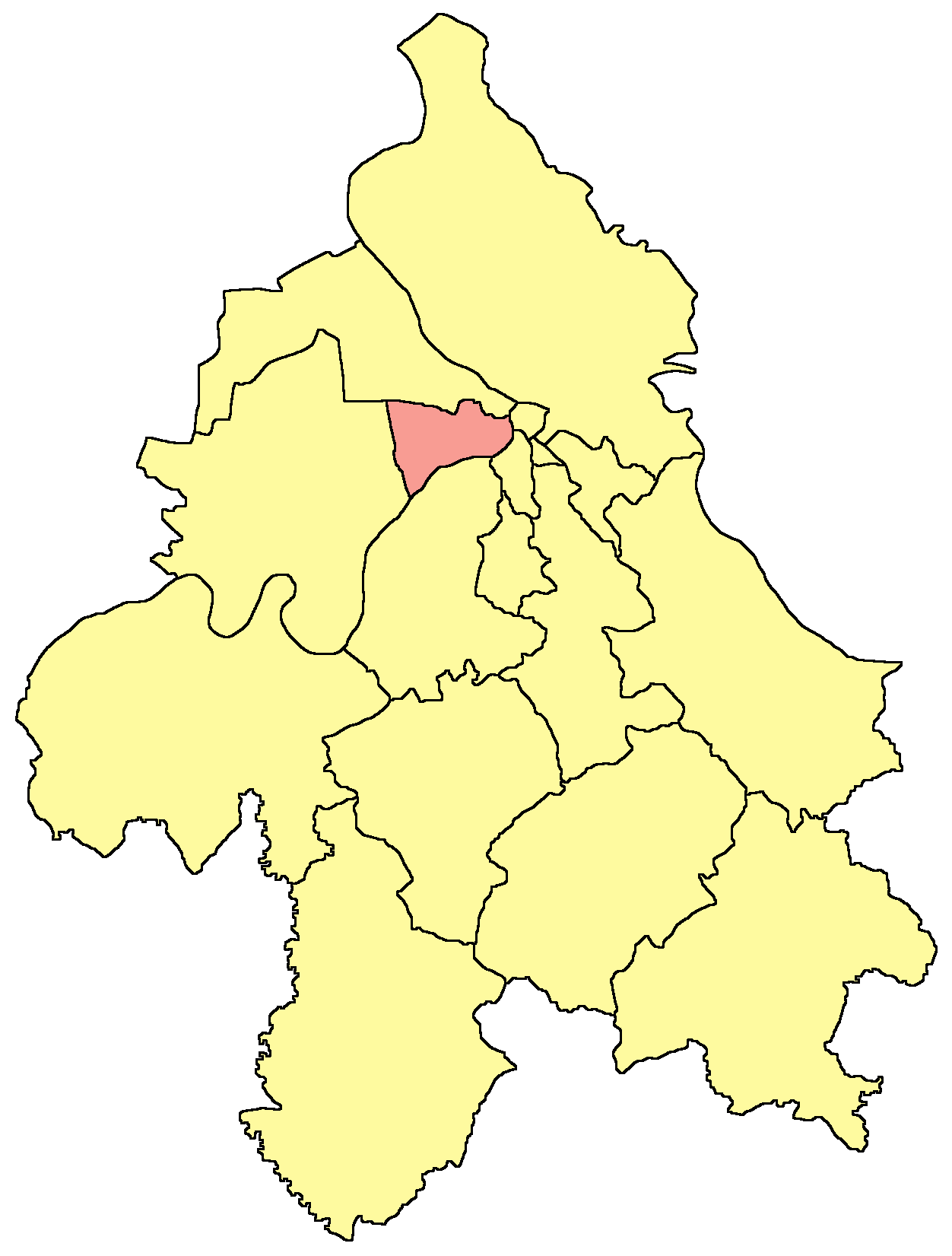
베오그라드 시 지도에 표시된 노비베오그라드의 위치

노비베오그라드(세르비아어: Нови Београд / Novi Beograd)는 세르비아의 수도인 베오그라드를 구성하는 17개 지방 자치체 가운데 하나로 면적은 40.74km2, 인구는 212,104명(2011년 기준), 인구 밀도는 5,200명/km2이다. 지방 자치체 이름은 세르비아어로 "새로운 베오그라드"(신(新)베오그라드)를 뜻한다.
사바강 좌안, 도나우강 우안과 접한다. 베오그라드 중부에 위치한 중심 상업 지구이며 1948년에 건설된 신도시(계획도시)이다. 세르비아에서 노비사드에 이어 2번째로 인구가 많은 지방 자치체이다.

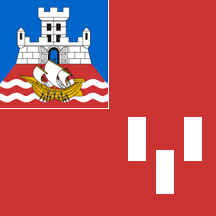
시기
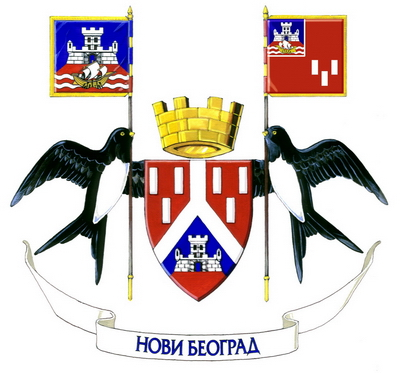
시 문장